# Hospital General San Carlos
El Hospital General San Carlos es una unidad médica que se encarga de la atención secundaria en la ciudad de Tizimín, Yucatán. Pertenece a la Secretaría de Salud y es regulada por la Jurisdicción Sanitaria n.º 2 de los Servicios de Salud de Yucatán.

## Historia
El hospital fue fundado en 1986 como una clínica privada, con el nombre de "Centro Médico de Oriente San Carlos", propiedad de Carlos Alamilla Rodríguez, destacado empresario regional que más tarde sería presidente municipal de Tizimín.
En la década de 1992 el dueño decide donar el edificio a los Servicios de Salud de Yucatán para su administración. En honor al nombre original, se conserva el nombre de la clínica privada San Carlos.
En 2024, bajo la administración de Mauricio Vila, se remodeló el edificio principal y se mejoraron los servicios ofrecidos. Se estima que los cambios realizados disminuyeron 38% los traslados a Mérida.

## Servicios
Al tratarse de un hospital de segundo nivel, cuenta con servicios de cirugía, medicina interna, ginecología y pediatría tanto para consulta externa como para área de hospitalización. Tiene un servicio de urgencias médicas que atiende a los pacientes que son referidos desde el primer nivel de atención.
El hospital cuenta con un área de diálisis para tratar a pacientes con enfermedad renal crónica.

## Galería

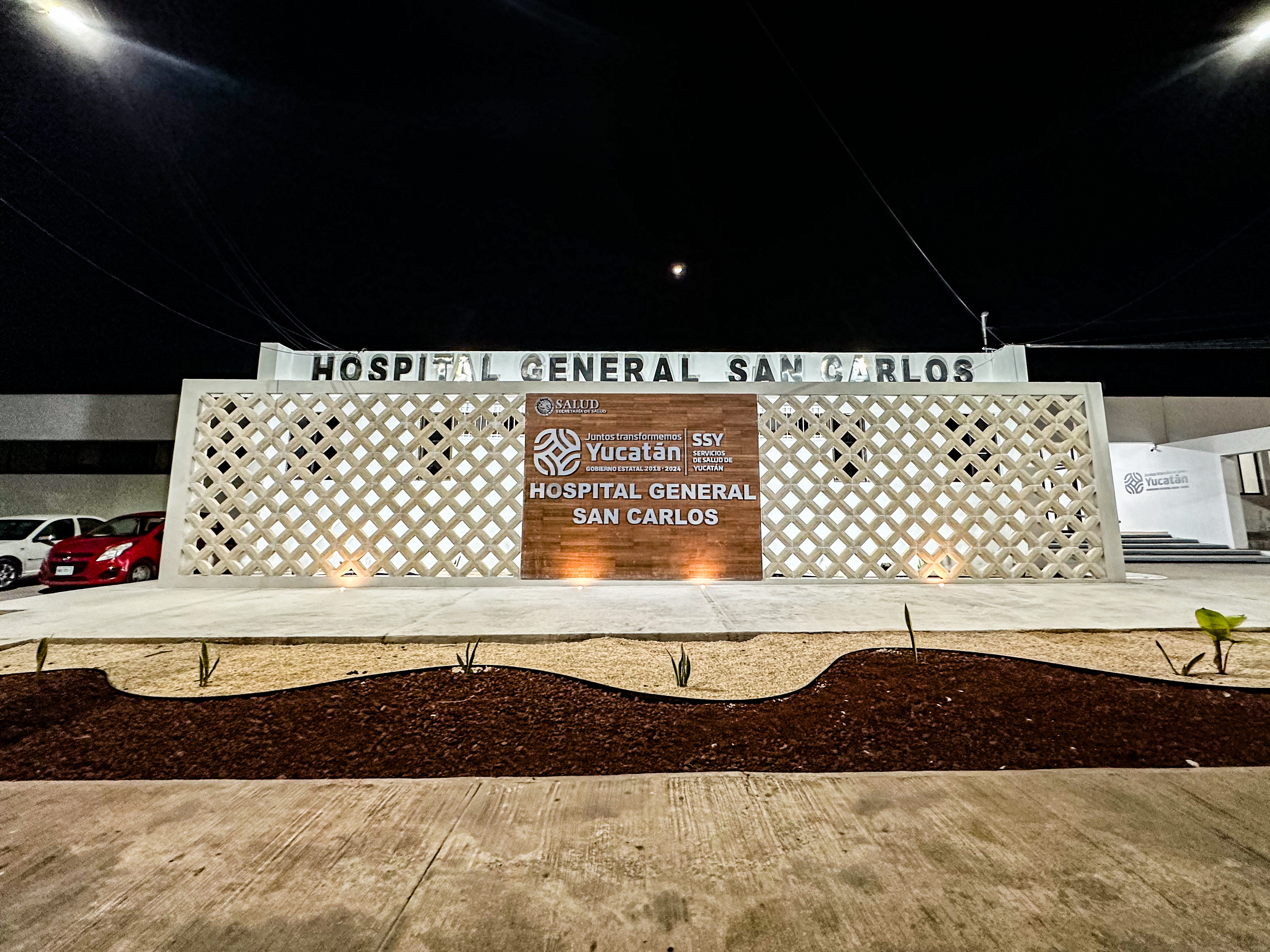
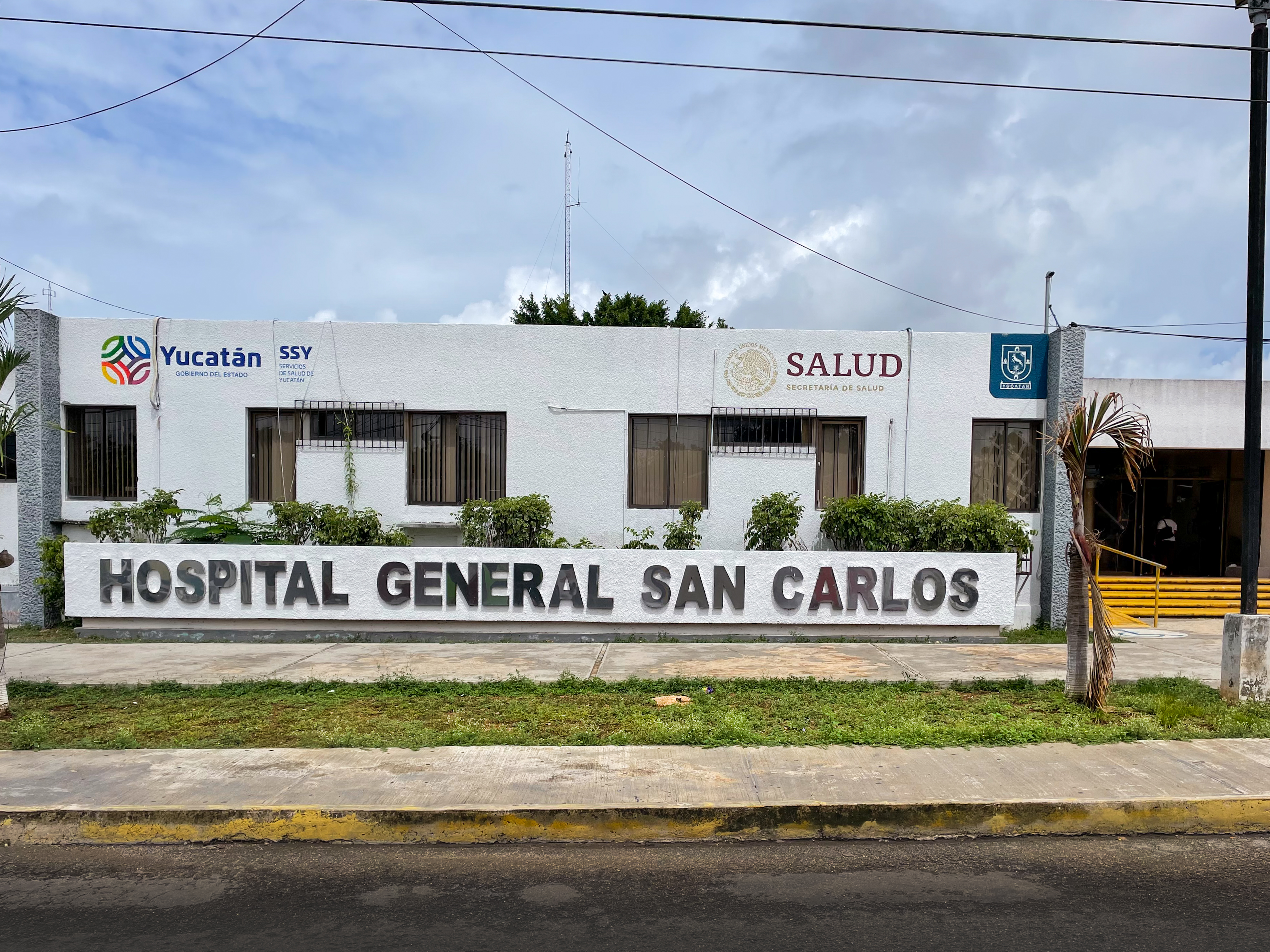
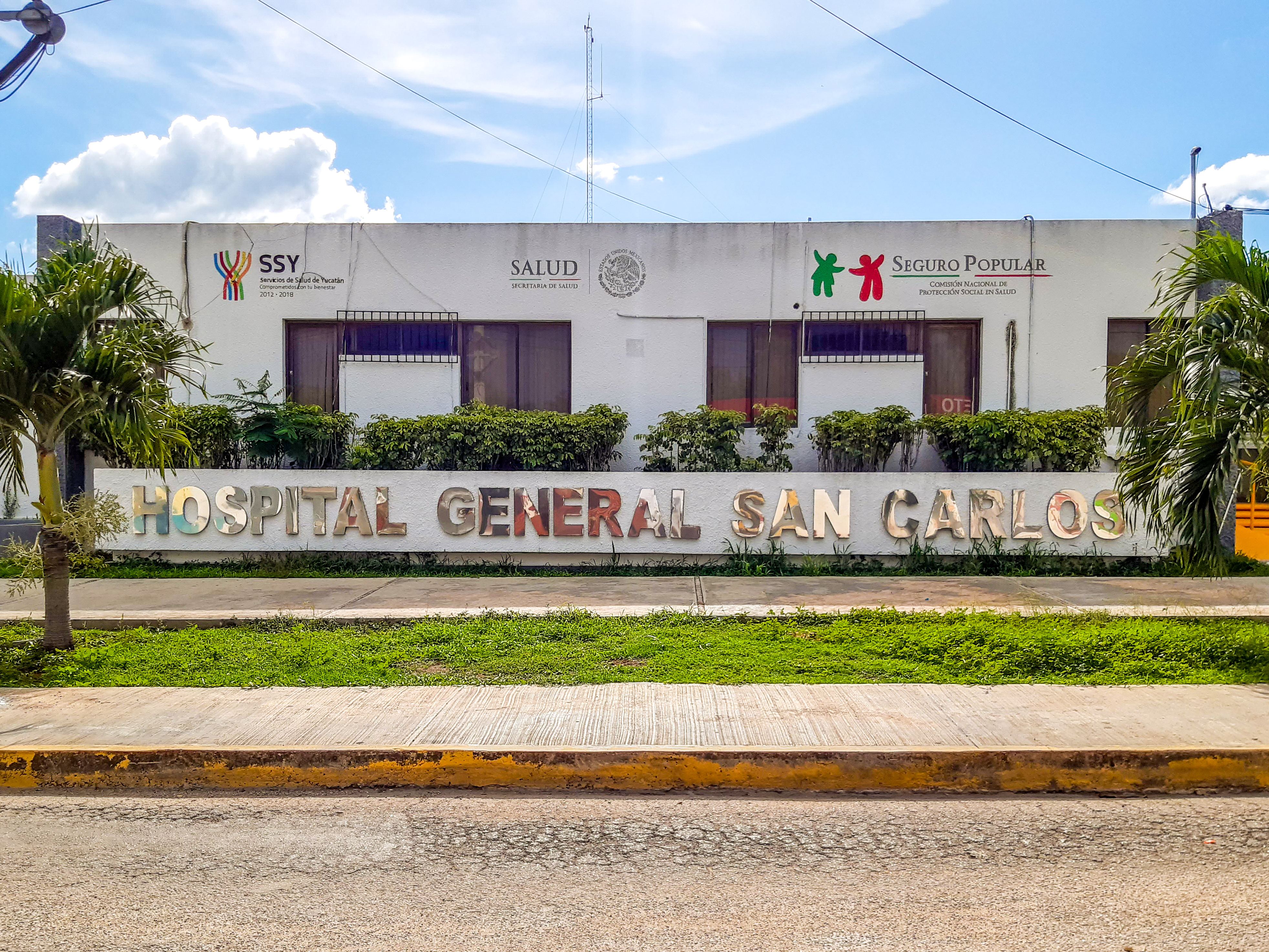